# Soulèvement de la Serbie en 1941
Notes
35 000 rebelles et civils massacrés en représailles
Seconde Guerre mondiale en Yougoslavie
Le soulèvement de la Serbie est une rébellion commencée en juillet 1941 par les communistes de Yougoslavie contre l'armée d'occupation du Troisième Reich et leurs auxiliaires collaborationnistes sur le territoire du commandant militaire en Serbie. Les Partisans yougoslaves commencent par créer des diversions et mener des sabotages tout en attaquant les personnalités de l'administration collaborationniste de Milan Aćimović. Fin août, certains Tchetniks rejoignent la révolte et libèrent Loznica (en). La rébellion prend des proportions massives. Les Partisans et les Tchetchiks capturent certaines villes que la garnison allemande, peu nombreuse, a désertées. À l'Ouest de la Serbie, les Partisans libèrent d'importants territoires et leur donnent le nom de République d'Užice. À mesure que progresse le soulèvement, des dissensions opposent les deux factions : les Tchetniks se battent pour le gouvernement en exil tandis que l'armée populaire de libération yougoslave est favorable au socialisme. Fin octobre, le chef Tchetnik Dragoljub Mihailović abandonne le combat.
Les armées allemandes déploient une vaste armée pour mater la rébellion par une campagne de terreur massive. Les Partisans, réfugiés en Bosnie, reviennent dans la seconde moitié de l'année 1944 pour l'offensive de Belgrade